# 吉田誠宏
吉田 誠宏（よしだ まさひろ、1943年 - ）は、日本の環境化学者・地方公務員。元大阪府公害監視センター所長。元大阪府環境協会副理事長。全国環境研協議会2001副会長。環境省登録環境カウンセラー。

## 略歴
1943年奈良県生まれ。大阪工業大学工学部応用化学科卒業。1966年大阪府に入庁。公害室公害指導課水質係にて、淀川・大和川流域の公害水質調査に従事。その後、公害大気関係を担当し、ばい煙や有害物質の測定・苦情処理・規制指導および騒音・振動など典型七公害に対応。以後約30年間、関空I期工事、II期工事、USJなど10以上の環境アセスメントや大阪府環境総合計画・自動車NOx計画の策定に従事。2000年大阪府公害監視センター所長となり、民間測定業者の育成や監視体制の効率化に努める。
一方、本庁サイトのISO14001内部監査役に就任し、2002年同センターでの認証登録機関JAB取得や環境情報の発信の電子化体制の整備を行う。2003年（財）地球環境センター審議役として、タイ・ベトナム・中国(河南省)での環境国際協力事業に取り組み、国内では、環境省委託事業でCDM/JIのFS事業の遂行および国内排出量取引の事業支援に携わる。2003年大阪府環境農林水産部を経て、2006年に退職。同年、大阪府環境協会副理事長。
環境行政の啓蒙活動として、関西学院大学総合政策学部（神戸三田キャンパス）で講演会「自治体環境行政の現場から」を行っている。

## 主な所属学会
- 環境経済・政策学会
- 環境技術研究協会。

## 主な著書
- 複雑な環境―市場経済を生き抜くであろう「環境」と付き合うために（単著、新風舎2003、学術書）。